# 橋立鍾乳洞

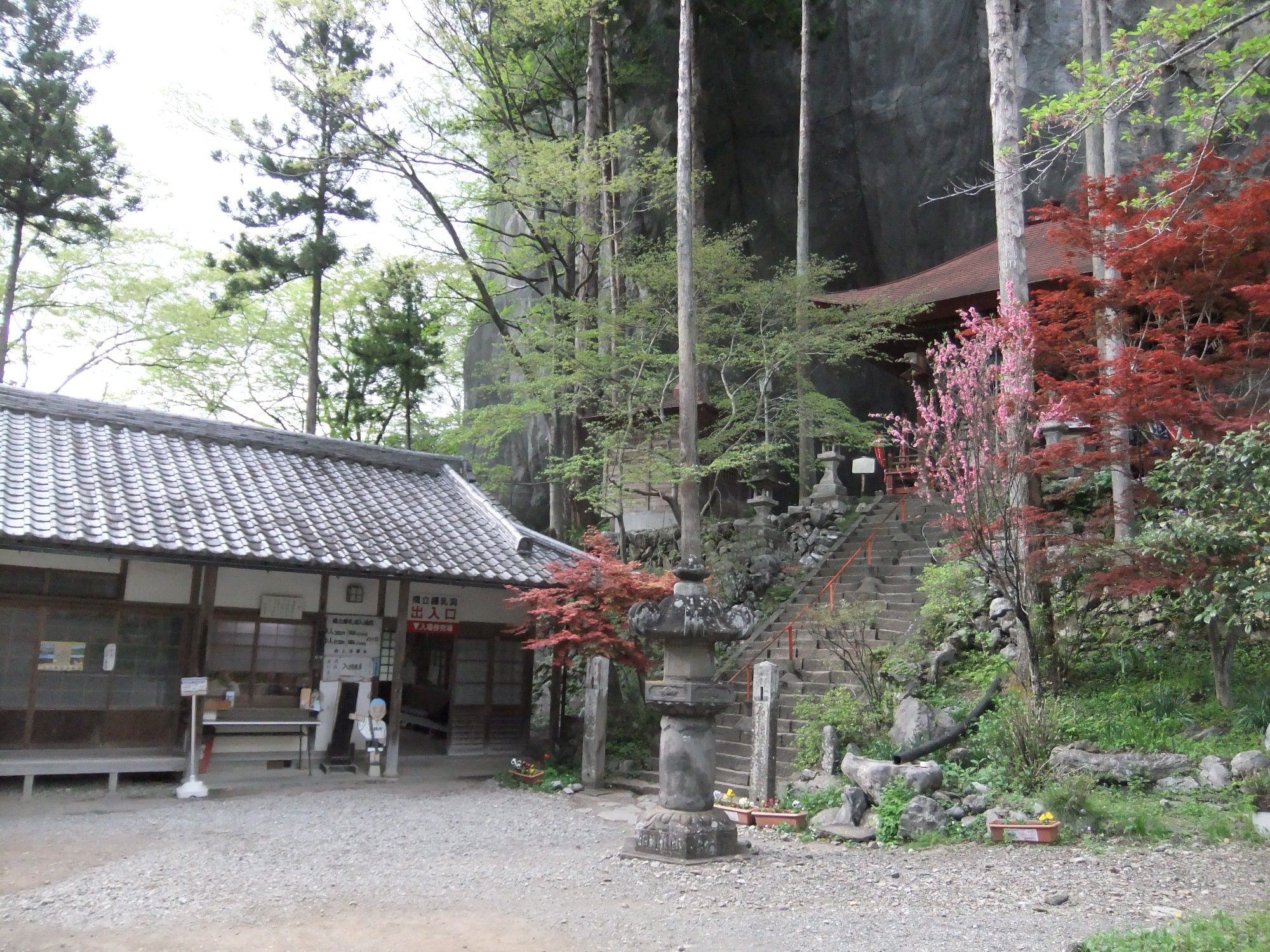
鍾乳洞入口と橋立堂

橋立鍾乳洞（はしだてしょうにゅうどう）は、埼玉県秩父市上影森にある鍾乳洞。秩父札所第28番の石龍山橋立堂に隣接。県内で唯一の観光洞である。洞内の3分の2以上が竪穴という大変珍しい鍾乳洞で、1936年（昭和11年）3月31日に埼玉県の天然記念物に指定されている。

## 概要
この鍾乳洞は、全山石灰岩といわれる武甲山の西端の麓に位置しており、長い間の雨水によって溶かされ、洞穴となった鍾乳洞で、洞内は2つの大房に分かれ、いたるところに「鍾乳石」「石筍」「石柱」がある。これらは、弁天大黒、菩薩、五百羅漢などの名称があり、古くからの信仰の跡を残す。所有者は橋立堂である。

## 付近の観光名所
- 秩父札所三十四観音霊場
- 浦山ダム
- 白久温泉
- 三峯神社
- 羊山公園
- 秩父ふるさと館（国の登録有形文化財）
- ちちぶ銘仙館（国の登録有形文化財）
- 秩父神社